# Silent Places
Silent Places este un film românesc din 2013 regizat de Simona Deaconescu. Rolurile principale au fost interpretate de actorii Alexandra Bălășoiu, Simona Deaconescu.

## Distribuție
Distribuția filmului este alcătuită din:
- Alexandra Bălășoiu
- Irina Ștefan
- Răzvan Stoica
- Simona Deaconescu
- Dragoș Istvan Roșu